# جون روبرتسون (سياسي)
جون روبرتسون (بالإنجليزية: John Robertson)‏ هو محامي وقاضي وسياسي أمريكي، ولد في 13 أبريل 1787 في الولايات المتحدة، وتوفي في 5 يوليو 1873 في نفس البلد. حزبياً، نشط في حزب اليمين. وقد انتخب عضو مجلس نواب الولايات المتحدة عن ولاية فرجينيا وانتخب عضو مجلس ولاية فرجينيا وانتخب عضو مجلس النواب الأمريكي.